# Eucísia
Eucísia ist ein Ort eine ehemalige Gemeinde (Freguesia) im portugiesischen Kreis Alfândega da Fé. In der Gemeinde lebten 128 Einwohner (Stand 30. Juni 2011).
Am 29. September 2013 wurden die Gemeinden Eucísia, Valverde und Gouveia zur neuen Gemeinde União das Freguesias de Eucísia, Gouveia e Valverde zusammengefasst. Eucísia ist Sitz dieser neu gebildeten Gemeinde.